# Jordie Benn
Jordan „Jordie“ Benn (* 26. Juli 1987 in Victoria, British Columbia) ist ein ehemaliger kanadischer Eishockeyspieler, der im Verlauf seiner aktiven Karriere zwischen 2005 und 2024 unter anderem 630 Spiele für die Dallas Stars, Canadiens de Montréal, Vancouver Canucks, Winnipeg Jets, Minnesota Wild und Toronto Maple Leafs in der National Hockey League (NHL) auf der Position des Verteidigers bestritten hat. Sein Bruder Jamie Benn ist ebenfalls professioneller Eishockeyspieler.

## Karriere

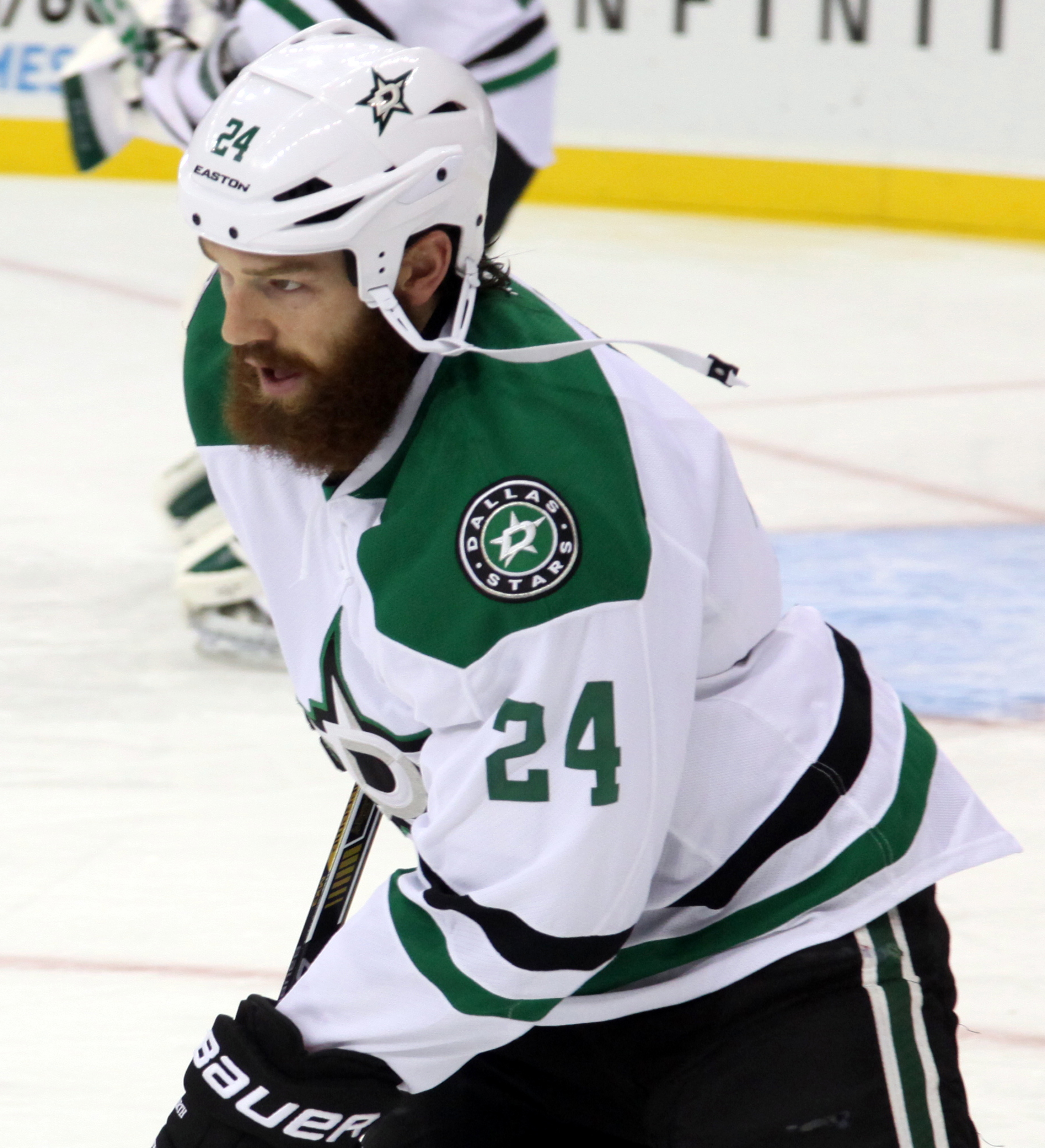
Benn im Trikot der Dallas Stars (2014)

Jordie Benn begann seine Karriere als Eishockeyspieler in der Nachwuchsmannschaft Peninsula Panthers. Von dort wechselte er in die traditionsreiche Juniorenliga British Columbia Hockey League, in der er von 2005 bis 2008 für die Victoria Salsa bzw. Victoria Grizzlies aktiv war. Ebenfalls in seiner Heimatstadt absolvierte der Verteidiger seine erste Station im professionellen Eishockey, als er in der Saison 2008/09 für die Victoria Salmon Kings in der ECHL auflief. In der folgenden Spielzeit erreichte er mit den Allen Americans aus der Central Hockey League das Playoff-Finale um den Ray Miron President’s Cup, unterlag in diesem mit den Americans jedoch den Rapid City Rush mit 2:4 Siegen.
Zur Saison 2010/11 wurde Benn von den Texas Stars aus der American Hockey League verpflichtet. Dort konnte er auf Anhieb als Stammspieler überzeugen, woraufhin er am 1. Juli 2011 einen Vertrag als Free Agent bei deren Kooperationspartner Dallas Stars aus der National Hockey League erhielt. Für diese stand er während der Saison 2011/12 in insgesamt drei NHL-Spielen auf dem Eis, in denen er zwei Tore vorbereitete. Den Großteil der Spielzeit verbrachte er jedoch erneut mit den Texas Stars in der AHL. Zu Beginn der aufgrund eines Lockouts verkürzten Saison 2012/13 spielte er zunächst für die Texas Stars in der AHL, ehe er nach Beginn der NHL-Spielzeit zu den Dallas Stars in den NHL-Kader berufen wurde.
Nach über sechs Jahren in der Organisation der Dallas Stars wurde Benn im Februar 2017 an die Canadiens de Montréal abgegeben, die im Gegenzug Greg Pateryn sowie ein Viertrunden-Wahlrecht für den NHL Entry Draft 2017 nach Dallas schickten. In der frankokanadischen Metropole war er bis zum Ende der Saison 2018/19 tätig, bis er sich im Juli 2019 als Free Agent den Vancouver Canucks anschloss und dort einen Zweijahresvertrag unterzeichnete. Im April 2021 allerdings wurde Benn kurz vor der Trade Deadline im Tausch für ein Sechstrunden-Wahlrecht im NHL Entry Draft 2021 an die Winnipeg Jets abgegeben. Dort wurde sein Vertrag im Sommer nicht verlängert, sodass er sich anschließend – abermals als Free Agent – im August 2021 den Minnesota Wild anschloss. In gleicher Weise wechselte er im Juli 2022 für eine Spielzeit zu den Toronto Maple Leafs.
Nachdem Benn über den Sommer 2023 keinen neuen Arbeitgeber in Nordamerika gefunden hatte, unterzeichnete der Verteidiger im Oktober desselben Jahres einen Vertrag bei Brynäs IF aus der zweitklassigen HockeyAllsvenskan. Der Klub, mit dem er den Gewinn der Meisterschaft und den damit verbundenen Aufstieg in die Svenska Hockeyligan (SHL) feierte, stellte damit seine erste Station im europäischen Ausland dar. Trotz des Erfolgs beendete der 37-Jährige im Sommer 2024 seine aktive Karriere.

## Erfolge und Auszeichnungen
- 2024 Meister der HockeyAllsvenskan und Aufstieg in die Svenska Hockeyligan mit Brynäs IF

## Karrierestatistik
(Legende zur Spielerstatistik: Sp oder GP = absolvierte Spiele; T oder G = erzielte Tore; V oder A = erzielte Assists; Pkt oder Pts = erzielte Scorerpunkte; SM oder PIM = erhaltene Strafminuten; +/− = Plus/Minus-Bilanz; PP = erzielte Überzahltore; SH = erzielte Unterzahltore; GW = erzielte Siegtore; 1 Play-downs/Relegation; Kursiv: Statistik nicht vollständig)